# Bolboleaus tenax
Bolboleaus tenax är en skalbaggsart som beskrevs av Blackburn 1904. Bolboleaus tenax ingår i släktet Bolboleaus och familjen Bolboceratidae. Inga underarter finns listade.